# Tabwakea
Tabwakea är en by på Kiritimati i Kiribati. Den ligger på atollens norra udde och är den största staden på ön med 3 537 invånare (2020).